# 826 (numero)
Ottocentoventisei (826) è il numero naturale dopo l'825 e prima dell'827.

## Proprietà matematiche
- È un numero pari.
- È un numero composto con 8 divisori: 1, 2, 7, 14, 59, 118, 413, 826. Poiché la somma dei suoi divisori (escluso il numero stesso) è 614 < 808, è un numero difettivo.
- È un numero sfenico.
- È un numero intero privo di quadrati.
- È un numero malvagio.
- È un numero palindromo e un numero ondulante nel sistema posizionale a base 25 (181).
- È parte delle terne pitagoriche (826, 2832, 2950), (826, 3432, 3530), (826, 24360, 24374), (826, 170568, 170570).

## Astronomia
- 826 Henrika è un asteroide della fascia principale del sistema solare.
- NGC 826 è una galassia a spirale della costellazione del Triangolo.

## Astronautica
- Cosmos 826 è un satellite artificiale russo.

## Altri ambiti
- Lo IAR 826 era un aereo agricolo monomotore multiruolo ad ala bassa  sviluppato negli anni settanta e prodotto inizialmente dall'azienda rumena Intreprinderea de Reparatii Material Aeronautic (IRMA) e successivamente dalla Industria Aeronautică Română (IAR).